# Fabrizio Veralli
Fabrizio Veralli (ur. w 1560 albo 1566 w Rzymie, zm. 17 listopada 1624 tamże) – włoski kardynał.

## Życiorys
Urodził się w 1560 albo 1566 roku w Rzymie. Studiował na Uniwersytecie w Perugii, gdzie uzyskał doktorat. Był kanonikiem bazyliki św. Piotra i referendarzem Trybunału Obojga Sygnatur. 5 maja 1606 roku został wybrany biskupem San Severo, a 28 maja przyjął sakrę. Jednocześnie został mianowany nuncjuszem w Konfederacji Szwajcarskiej i pełnił tę funkcję przez dwa lata. 10 grudnia 1608 roku został kreowany kardynałem prezbiterem i otrzymał kościół tytularny Sant’Agostino. W 1615 roku zrezygnował z zarządzania diecezją. Zmarł 17 listopada 1624 roku w Rzymie.